# Winifred Edgerton Merrill
Pour les articles homonymes, voir Merrill.
Winifred Edgerton, née le 24 septembre 1862 à Ripon, dans le Wisconsin et morte le 6 septembre 1951 à Fairfield, dans le Connecticut, est une mathématicienne et pédagogue américaine. Elle est la première femme diplômée de l'université Columbia et la première  américaine docteure en mathématiques.

## Biographie
Winifred Haring Edgerton est la fille unique de Clara et Emmett Edgerton. Son premier ancêtre paternel connu est Richard Edgerton, immigré anglais arrivé en 1632 en Amérique qui s'est installé dans le Connecticut. Son père est promoteur de biens immobiliers. Il lui construit un petit observatoire à domicile. Winifred Edgerton est éduquée à domicile par des professeurs privés, puis elle s'inscrit à Wellesley College où elle a comme professeures Ellen Hayes et Helen Schafer, et dont elle est diplômée en 1883. Elle commence sa carrière d'enseignante comme professeure à l'école de Mrs Sylvanus Reed. Elle s'intéresse à l'astronomie, et calcule l'orbite de la comète Pons-Brooks de 1883, grâce aux données recueillies auprès de l'observatoire de l'université Harvard. Elle demande à l'université Columbia l'autorisation d'utiliser leur télescope. Le conseil d'administration lui accorde cette autorisation, tout en l'avertissant de ne pas déranger les étudiants masculins. Elle est sollicitée par le directeur de l'observatoire pour travailler comme assistante de laboratoire. 
Elle poursuit ses études de mathématiques et d'astronomie à l'université Columbia, qui était à l'époque une université exclusivement masculine, sous la direction de John Krom Rees, J. Howard Van Amringe et William Guy Peck. Après une première demande pour soutenir une thèse qui est rejetée, parce qu'elle est une femme, elle est reçue à son doctorat, avec distinction (cum laude) et à l'unanimité, en 1886. Sa thèse est intitulée Multiple Integrals and Their Geometrical Interpretation of Cartesian Geometry, in Trilinears and Triplanars, in Tangentials, in Quaternions, and in Modern Geometry; Their Analytical Interpretations in the Theory of Equations, Using Determinants, Invariants and Covariants as Instruments in the Investigation,.

## Carrière
Winifred Edgerton Merrill enseigne les mathématiques dans plusieurs institutions après l'obtention de son doctorat. Wellesley College lui propose un poste de professeure de mathématiques, mais elle décline l'offre car elle est sur le point de se marier. Elle épouse en 1887 Frederick Merrill, docteur de l'université Columbia en 1890 et géologue, qui sera directeur du New York State Museum. Ils ont plusieurs enfants,. 
Winifred Merrill est l'une des cinq membres du comité qui sollicite en 1888 auprès de l'université Columbia, la création d'un collège pour femmes. Le Barnard College est fondé en 1889, premier établissement non confessionnel de New York à décerner un diplôme aux étudiantes. 
Elle recommence à enseigner en 1906, d'abord dans une école de Yonkers, puis elle fonde la Oaksmere School for Girls qu'elle dirige jusqu'en 1928, date à laquelle elle s'installe définitivement à New York. Elle s'intéresse aux questions d'éducation et elle est membre du conseil d'administration de Wellesley College. Elle publie un système qui permet de traduire des signatures en musique. 
Elle meurt le 6 septembre 1951 à Fairfield et est inhumée au cimetière de Green-Wood, à Brooklyn.

## Hommages
À l'occasion du cinquantième anniversaire de son diplôme de Wellesley, un portrait de Winifred Edgerton Merrill est offert à l'université Columbia. Il est depuis suspendu dans la faculté de philosophie, avec l'inscription « She opened the door. ».